# Joseph Curtel
Joseph Curtel (* 22. November 1893 in Marseille; † 2. September 1960 ebenda) war ein französischer Radrennfahrer.

## Sportliche Laufbahn
Curtel war im Straßenradsport aktiv. Von 1923 bis 1929 war er Unabhängiger und Berufsfahrer. 1924 gewann er drei Etappen in der Tour du Sud-Est sowie 1924 Toulon–Marseille–Toulon (wie auch 1925), 1925 Marseille–Lyon, 1926 Marseille–Nizza und Nizza–Annot–Nizza.
Zweiter wurde er 1923 bei Marseille–Nizza, 1924 im Critérium du Midi hinter Adelin Benoît, 1925 im Cicuit de Cantal, 1927 bei Paris–Roubaix hinter Georges Ronsse und bei Marseille–Nizza, 1929 bei Toulon–Nizza und 1931 bei Marseille–Toulon–Marseille.
Die Tour de France fuhr Curtel dreimal. 1923, 1924 und 1928 beendete er die Rundfahrt jeweils nicht.